# Kasa (copricapo)

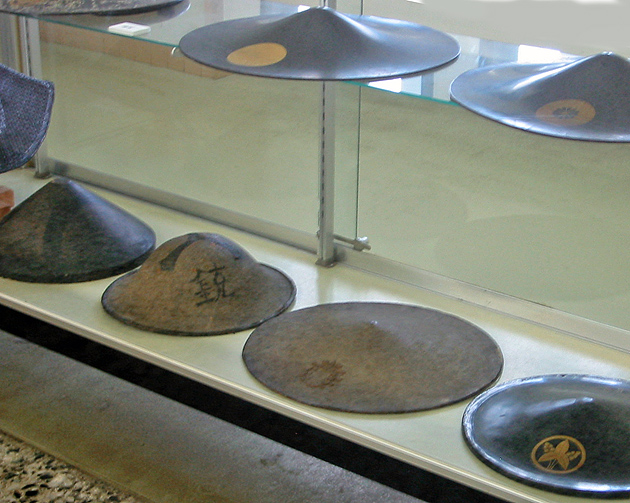
Alcuni kasa esposti al Castello Gifu.

Un kasa (笠?) è un tipo di cappello tradizionale del Giappone. Questa parola diventa "gasa" quando è preceduta da un'altra parola che specifica il tipo di cappello o quando forma nomi composti, per il fenomeno del rendaku.
Il kasa tipico dei monaci buddisti è molto grande, simile ad una ciotola o a forma di fungo ed è composto da paglia di riso intrecciata. Non ha forma conica come il cappello a cono di paglia dei contadini, e non è alto quanto il cappello da viaggio del samurai. È solo un grande cappello che copre dalla metà superiore ai due terzi del volto. Pertanto, aiuta a non rivelare l'identità del monaco e gli permette di viaggiare senza distrarsi dai luoghi di interesse intorno a lui durante il viaggio. Molti kasa sono fatti di bambù e servono anche per coprirsi dalla pioggia, dalla neve e dal sole.

## Tipi di kasa
Di seguito è riportato un elenco di kasa:
- Amigasa
- Fukaamigasa
- Jingasa (陣笠?)
- Sandogasa (山道笠?)
- Sugegasa (菅笠?)
- Torioigasa
- Takuhatsugasa (托鉢笠?)
- Yagyūgasa
- Roningasa